# Норвежская национальная галерея

Норве́жская национа́льная галере́я (норв. Nasjonalgalleriet) — галерея в Осло, Норвегия. С 2003 года административно входит в состав Национального музея искусства, архитектуры и дизайна.
По состоянию на июль 2022 года стоимость входного билета варьируется от 0 до 180 крон в зависимости от возраста посетителя.

## История
Галерея была создана в 1842 году в соответствии с решением парламента от 1836 года. Первоначально была расположена в Королевском дворце Осло, но в 1882 году переехала в качестве арендатора на второй этаж здания, спроектированного Генрихом Эрнстом и Адольфом Ширмером и построенного в 1881 году для Музея скульптуры (Skulpturmuseets). В это же самое время ещё одна частная коллекция «Kobberstikk- og håndtegningsamlingen» арендовала третий этаж здания. В 1903 году Музей Скульптур был включен в Национальную галерею, а в 1908 году к ней присоединилась «Kobberstikk- og håndtegningsamlingen». Вскоре здание Национальной галереи была расширено южным крылом (1904—1907) и северным крылом (1918—1924).
Прежние названия музея включают norske stats sentralmuseum for billedkunst и с 1903 по 1920 год Statens Kunstmuseum.
В 2013 году сообщалось, что галерея была ошибочно помечена как технически непригодная для размещения картин.
Музей декоративного искусства и дизайна закрылся в октябре 2016 года, а Музей современного искусства закрылся 3 сентября 2017 года. Национальная галерея закрылась в январе 2019 года.
11 июня 2022 года в Осло галерея открылась в новом здании, став самым большим художественным музеем в скандинавских странах.

## Коллекции
В галерее представлены работы скульптора Юлиуса Миддельтуна, художников Йохана Кристиана Клауссена Даля, Эрика Вереншельда и Кристиана Крога, а также работы Эдварда Мунка, включая «Крик» и одну версию его «Мадонны».
Помимо работ норвежских авторов, в галерее также присутствуют картины старых европейских художников, таких как Эль Греко, Лукас Кранах Старший («Золотой век»), Голли («Жертвоприношение Ноя»), Орацио Джентилески, Артемизия Джентилески, Андреа Локателли («Сцена Бачанны»), Питер Элинга («Письмоносец»), Фердинанд Бол, Даниэль Де Блик («Интерьер церкви»), Якоб ван дер Ульфт («Морской порт»), Корнелис Бисшоп («Швея») и Ян ван Гойен.
Здесь также представлены работы европейских художников XIX и XX веков: Армана Гийомена, Карла Сона, Огюста Ренуара, Клода Моне («Дождливый день», «Этрета»), Поля Сезанна и Пабло Пикассо. Есть также норвежские картины Адольфа Тидеманда, Ханса Гуде, Харриет Бакер, Олуфа Вольд-Торна, Ларса Йорде и других.